# Savoillan
Savoillan település Franciaországban, Vaucluse megyében. Lakosainak száma 74 fő (2022. január 1.). Savoillan Reilhanette, Aurel és Brantes községekkel határos.

## Népesség
A település népessége az elmúlt években az alábbi módon változott:
| Lakosok száma | 83   | 77   | 70   | 63   | 62   | 61   | 59   | 66   | 74   |
|               | 2013 | 2015 | 2016 | 2017 | 2018 | 2019 | 2020 | 2021 | 2022 |